# Sim sa la Swing
Sim sa la Swing is een voormalige zweefmolen in het attractiepark Toverland. De attractie is geopend in 2001 bij de opening van het park en is gesloten in 2015. De attractie is vervangen door Djinn. Sim sa la Swing stond in het Land Van Toos. 
De attractie is vervangen door een nieuwe zweefmolen die beter past bij de Oosterse sfeer van het themagebied.
Lijst van attracties in Attractiepark Toverland · Afbeeldingen